# Københavns Militærhospital
Københavns Militærhospital beliggende på Tagensvej i København var et selvstændigt militærsygehus i tiden 1928-1963. I dag bruges bygningerne af Københavns Professionshøjskole og Rigshospitalet.
Hospitalets ældste bygninger i gulsten, opført 1900-1903 ved kaptajn Henningsen, er nu nedrevet. Dette første hospitalsanlæg var et pavillonhospital, der afløste det forældede Garnisonshospital, kaldet Grødslottet, i Rigensgade. De sidste pavilloner samt kapellet blev revet ned i 2002 for at give plads for en parkeringsplads til Biotech Research and Innovation Centre (BRIC) under Københavns Universitet. Kulturmiljørådet gjorde indsigelse mod planen.
Det senere bygningskompleks i rødt murværk, opført 1918-1928 efter tegninger af Gunnar Laage, eksisterer stadig med enkelte undtagelser. Hovedbygningens tag brændte delvist i 2000, men blev genopført. I 2011 flyttede Professionshøjskolen Metropol ind i bygningerne, der i dag bruges til efter- og videreuddannelse samt administration. 
Det brutalistiske Reva-Center bag hospitalskomplekset er opført 1965 ved arkitekt Holger Sørensen fra Forsvarets Bygningstjeneste.
Hospitalets etablering blev muliggjort af lov af 17. maj 1916 og lov 81 af 31. marts 1928.
Ved bek. 252 af 3. juli 1962 blev Militærhospitalet flyttet fra Forsvarsministeriet til Undervisningsministeriet og underlagdes Rigshospitalet pr. 1. april 1963, jf. lov 209 af 31. marts 1963.
| Lægevidenskab | Spire Denne artikel om lægevidenskab er en spire som bør udbygges. Du er velkommen til at hjælpe Wikipedia ved at udvide den. |

55°41′51.83″N 12°33′29.80″Ø / 55.6977306°N 12.5582778°Ø